# K.St.V. Laetitia Karlsruhe
Der Katholische Studentenverein Laetitia ist eine 1866 gegründete, nicht-schlagende und nicht-farbentragende, katholische Studentenkorporation am Karlsruher Institut für Technologie. Seine Prinzipien sind Glaube/religio, Wissenschaft/scientia und Freundschaft/amicitia. Er ist der siebtälteste Verein im Kartellverband katholischer deutscher Studentenvereine (KV).

## Geschichte des Vereins

### Die Gründungsjahre

Wappen des K.St.V. Laetitia

Im Jahre 1865 unternahmen zwei Studenten der Technischen Hochschule in Karlsruhe, der damaligen Hauptstadt des Großherzogtums Baden, erstmals den Versuch, einen katholischen Studentenverein – ähnlich den bereits an anderen Hochschulen (München, Bonn, Berlin, Breslau, Münster) bestehenden – zu gründen. Sie stießen dabei jedoch zu ihrer Enttäuschung auf totales Desinteresse und eine starke antikatholische Stimmung.
Am 27. November 1866 gelang es dennoch mit inzwischen sechs Gründungsmitgliedern einen Verein ins Leben zu rufen. Dies geschah mit der Zielsetzung „…katholischen Jünglingen aus den gebildeten Ständen einen Vereinigungspunkt zu bieten zu gemeinsamer Unterhaltung und gegenseitiger Belehrung.“ Zunächst wurde aber nicht an einen rein studentischen Verein gedacht, erkennbar auch daran, dass lediglich drei der Gründer studierten.
Im Herbst 1868 wurde eine Korrespondenz mit dem bereits gegründeten Kartellverband katholischer deutscher Studentenvereine (KV) mit dem Ziel aufgenommen, sich diesem anzuschließen; diesem Wunsch der Laetiten entsprach die 3. Generalversammlung des Dachverbandes, die 1869 in Würzburg tagte.

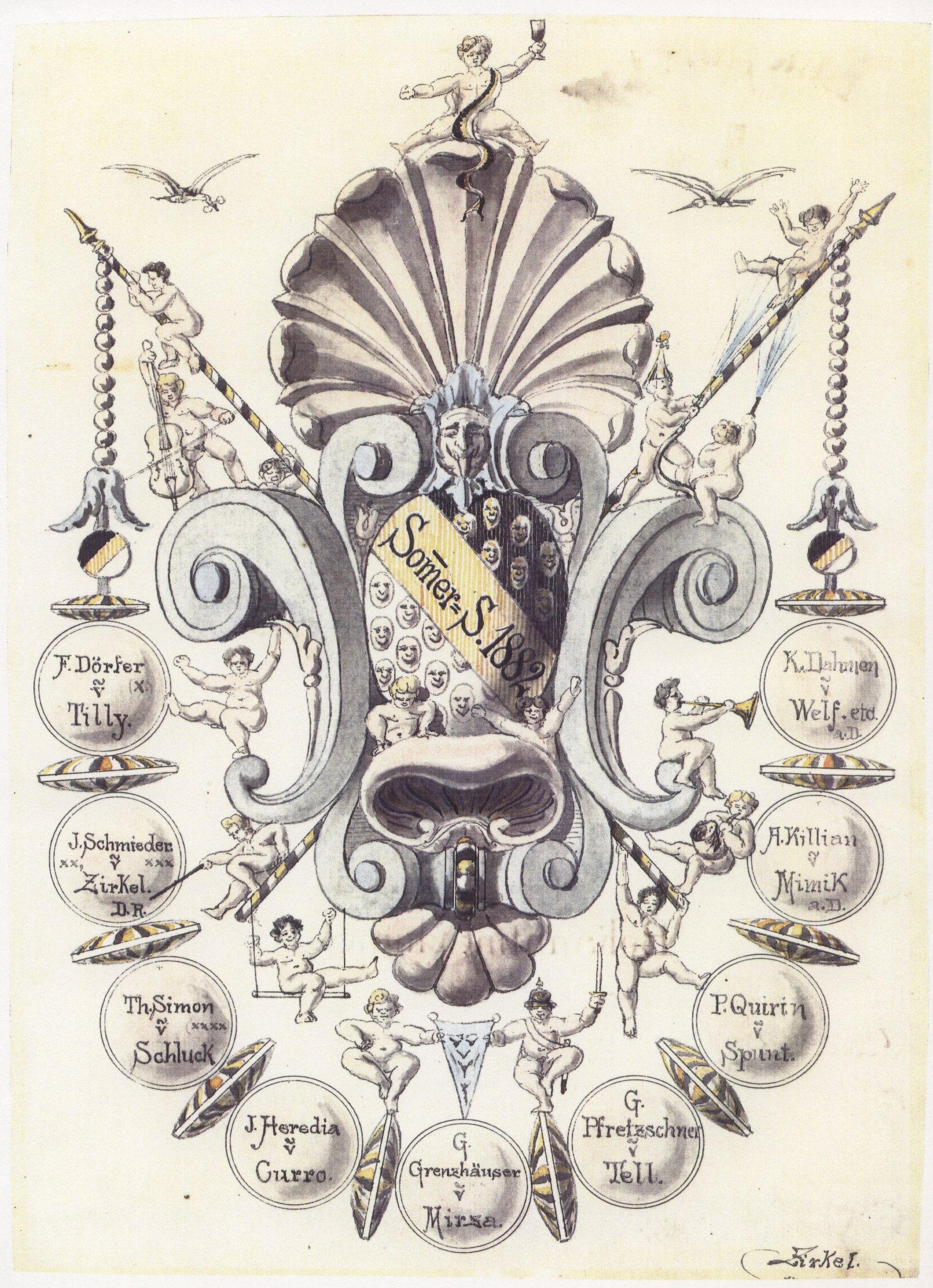
Deckblatt einer Bierzeitung (Sommersemester 1882)

Laetitia wurde – als erste katholische Verbindung an einer technischen Hochschule und als älteste katholische Korporation im damaligen Großherzogtum Baden – das siebte Mitglied des Kartellverbandes, der heute 137 Vereine (ca. 50 ruhen), zählt. Man unternimmt auch Bemühungen in Heidelberg und Freiburg im Breisgau ähnliche Korporationen ins Leben zu rufen. In Heidelberg sah man sich 1870 zu guten Hoffnungen berechtigt.
Nach zunächst ermutigendem Anfang ließ der Deutsch-Französische Krieg 1870/71 das Verbindungsleben zum Erliegen kommen, da die Aktiven ins Feld zogen. Daher leitete man die Auflösung der Laetitiae ein und übereignete der Carolingia-Aachen 1872 Statuten und weiteres Vereinseigentum mit der Auflage, dem Dachverband beizutreten; ebenso wurde ein gutes Wort für die Carolingia auf der Generalversammlung 1872 eingelegt, dass sie als Fortsetzung der erlöschenden Laetitia zu betrachten sei. Ermutigt durch die befreundete Palatia-Heidelberg erfolgte 1874 die Wiedergründung der Laetitia sowie die anstandslose Genehmigung als Verein am Polytechnikum durch dessen Direktor und die Wiederaufnahme in den Verband. Bis zum – von da ab gerechneten – 33. Stiftungsfest wurde übrigens 1874 zur Nummerierung der Stiftungsfeste als Gründungsdatum betrachtet. 1880 wurde in Freiburg im Breisgau die Brisgovia gegründet, woran ein Laetite, Franz Isele, maßgeblichen Anteil hatte.

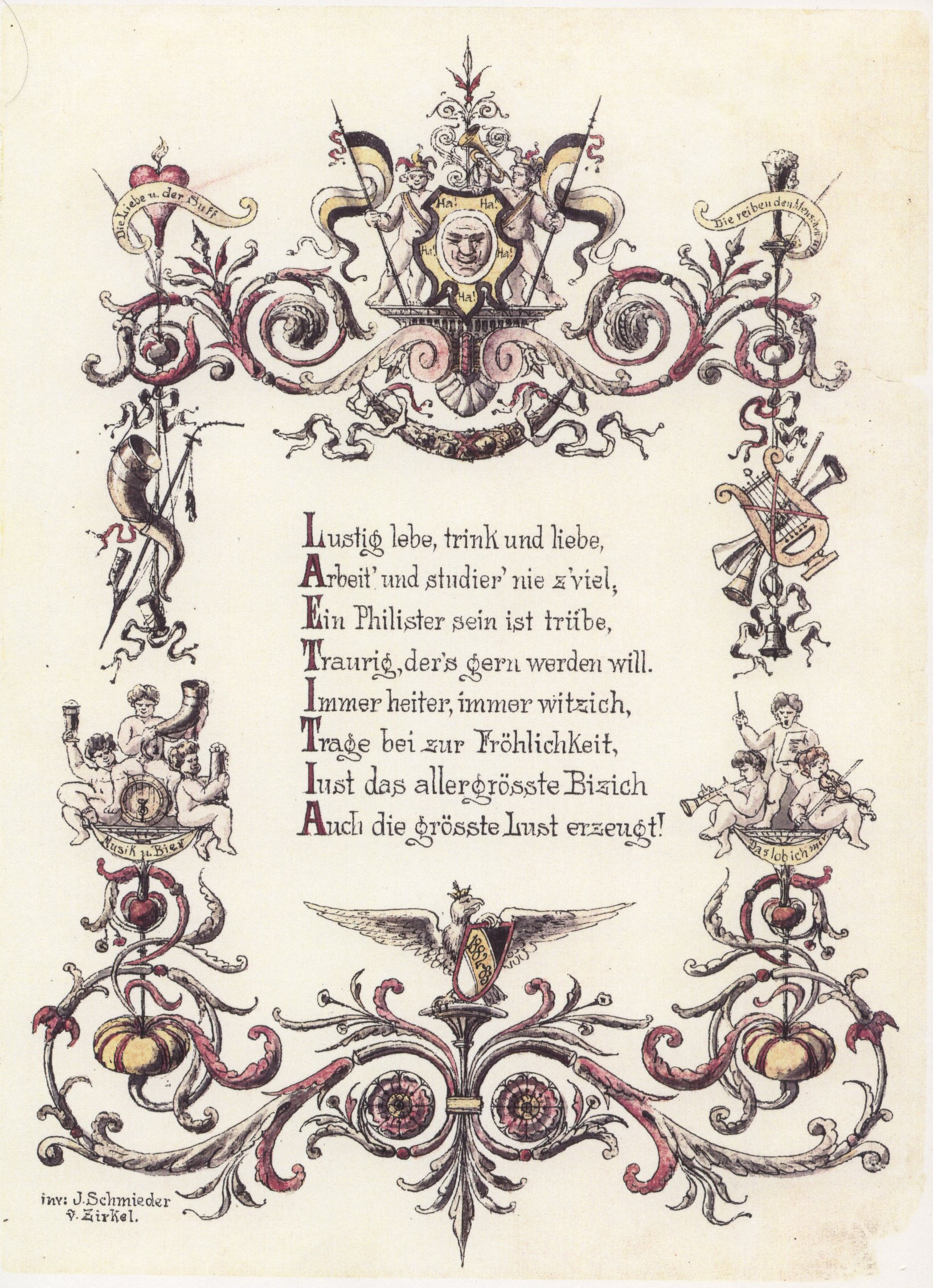
Gedicht aus einer Bierzeitung (etwa 1882–84)

1891 war ein excludierter Laetite an der Gründung der heutigen Nachbarin, der KDStV Normannia im CV, beteiligt. Die Laetitia reagierte darauf empört.
Im Verlaufe der folgenden Jahre entwickelte sich jedoch eine äußerst gute Zusammenarbeit mit der Normannia, vor allem bedingt durch die Anfeindungen von Seiten der Burschenschaften und einzelner katholikenfeindlicher Professoren.

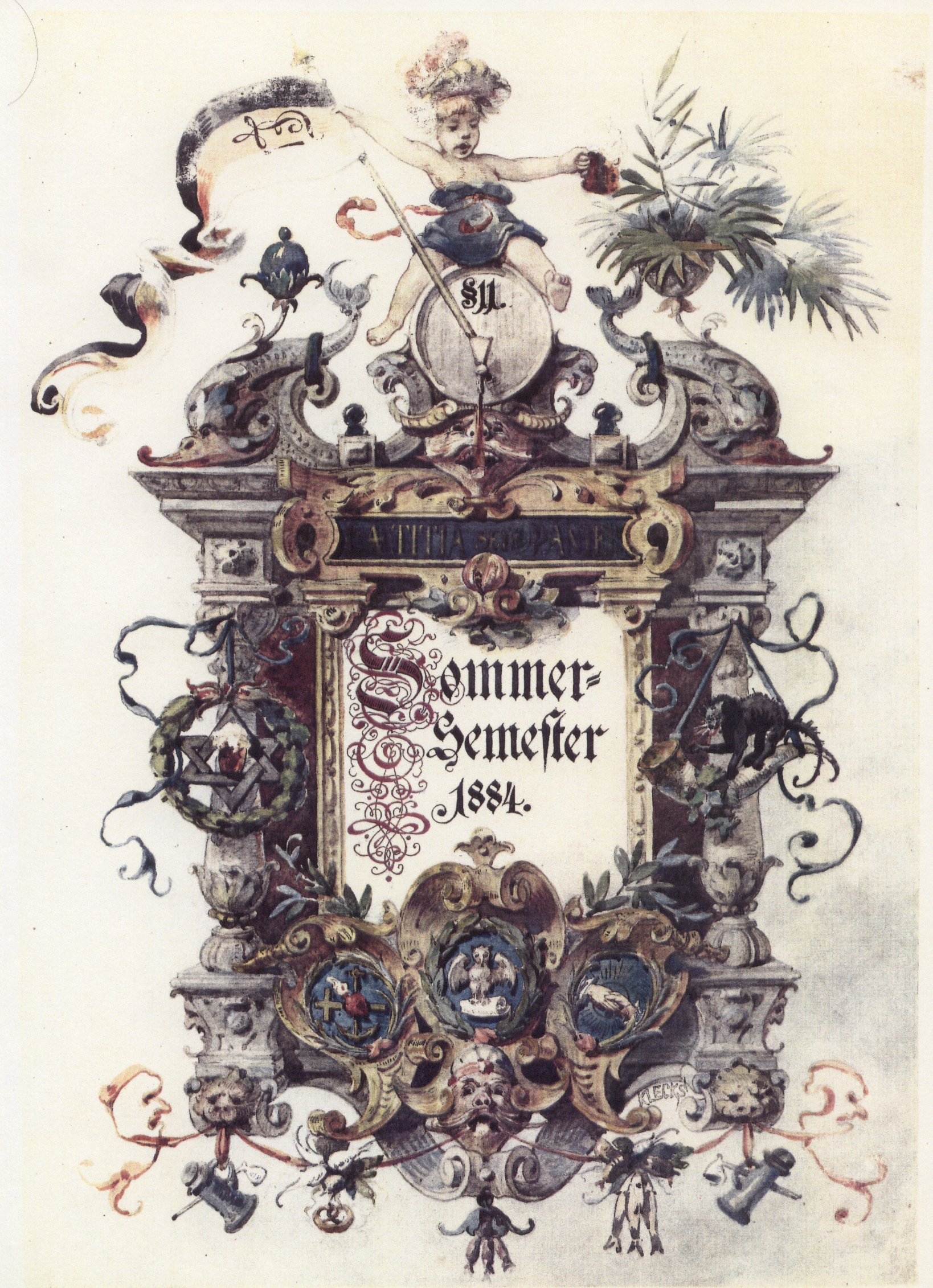
Deckblatt einer Bierzeitung (Sommersemester 1884)

Im Jahre 1900 wurde Papst Leo XIII. eine von einem Laetiten verfertigte Huldigungsadresse unter Beteiligung eines Bundesbruders in Rom überreicht. Diese Grußadresse des KV – es ist schon die dritte nach 1863 und 1867 von einem Laetiten angefertigte – wird vom Papst in die vatikanischen Museen überwiesen, wo sie noch heute zu besichtigen ist.
1908 wurde aus dem Wunsch nach einem eigenen Verbindungshaus heraus der Verein Laetitenhaus e. V. (heute: Studentenheim Laetitia e. V.) gegründet. Durch Wegzug mehrerer Philister von Karlsruhe kommt 1910 die Idee zur Gründung eines Altherrenvereins (AHV) auf, die 1911 in die Tat umgesetzt wird. 1913 führte Laetitia im Studentenverband (einem Vorläufer des AStA) den Vorsitz.

### Der Erste Weltkrieg und die Weimarer Republik
Mit Ausbruch des Ersten Weltkrieges meldeten sich sämtliche Aktive als Kriegsfreiwillige. Erst 1919 kann der Korporationsbetrieb mit der Keilung von fünfzehn Füchsen durch fünf Burschen wiederaufgenommen werden.
1925 wurde in Hamborn unter maßgeblicher Mitwirkung von Rudi Kunz als Dependance der Laetitia im Ruhrgebiet der „Gasclub“ gegründet, ein Zusammenschluss im Ruhrgebiet ansässiger Philister Laetitiae.
1928 wurde das langersehnte erste Laetitenhaus in der Waldhornstraße 28 eingeweiht. Wesentlichen Anteil an der Verwirklichung der Idee vom eigenen Haus hat der damalige Vorsitzende des Hausbauvereins (HBV) Franz Lenze. Heute residiert dort – gegenüber dem Mathematikbau – die Karlsruher Burschenschaft Tulla.

### Drittes Reich und Zweiter Weltkrieg
Mit der Machtübernahme der Nationalsozialisten änderte sich das gesamte Korporationswesen drastisch: die Einführung des Führerprinzips ließ sich noch durch „Ernennung“ des nach wie vor vom Convent demokratisch gewählten Seniors zum Verbindungsführer unterwandern; doch hatte man, wollte man nicht verboten werden, an nationalen Veranstaltungen, Formaldienst, Dienst bei der SA und dergleichen mehr teilzunehmen.
Man rechnete jedoch nicht mit einer längeren Dauer der Diktatur, weshalb auch keine energischere Gegenwehr geleistet wurde. Der KV war Mitglied der Deutschen Studentenschaft – unterstellt dem Reichsführer NSDStB – die Verbindungshäuser hießen nun Kameradschaftshäuser.
Mutig war zum Beispiel die Durchführung einer religiösen Tagung 1934. Zur Illustration des Mutes der damaligen Bundesbrüder ein Zitat aus dem Semesterbericht des Jahres: „Es hat sich gezeigt, dass es zweckmäßig ist, die Anwendung des Führerprinzips auf das Notwendigste zu beschränken und in allen einzelnen Fällen eine Anpassung an die Meinung des Convents zu erstreben.“ Es wurde also die von den Nazis angestrebte Ausschaltung der demokratischen Meinungsbildung durch den Convent unterwandert.
1935 löste sich der KV – inzwischen umbenannt in Kartellverband Deutscher burschenschaftlicher Verbindungen – auf Druck von Politik und Gestapo – selbst auf. Damit war auch praktisch das aktive Leben Laetitiae vorläufig zu Ende. Noch 1937 hofften die Philister auf eine politische Wende, die der Verbindung wieder Luft ließe und den drohenden Verkauf des so mühevoll erworbenen Hauses überflüssig werden ließe. Man hielt trotz der ungünstigen politischen Verhältnisse, einige Stammtische an verschiedenen Orten aufrecht. Unter Druck der Gestapo und nach Verbot wegen „Staatsfeindlichkeit“ wurde das Laetitenhaus, das von der Gestapo beschlagnahmt worden war, unter Wert an den Schreiner verkauft, der seine Werkstatt im Erdgeschoss des Hauses hatte. Der niedrige Erlös deckte in etwa die restliche auf dem Haus verbliebene Hypothek. 1944 wurde das ehemalige Haus ausgebombt.

### Nachkriegszeit
Nach den Nachkriegswirren begann 1947 die schwierige Aufnahme der Gespräche mit der amerikanischen Besatzungsbehörde zwecks Wiedergründung Laetitiae. Im Wintersemester 47/48 wurde in Räumen der Katholischen Hochschulgemeinde (KHG) der Korporationsbetrieb wiederaufgenommen. Laetitia nahm großen Aufschwung, so dass man über eine Teilung der Verbindung wegen zu großer Mitgliederzahl nachdachte. 1949 wurde die K.St.V. Zollern-Breslau von einigen Laetiten reaktiviert, die teilweise bei Laetitia austraten, teilweise auch B-Philister (inaktive Philister) Laetitiae wurden.
Beim Stiftungsfest 1950 wurde der HBV wiedergegründet. Man war sich in der Altherrenschaft darüber im Klaren, dass der Bau eines neuen Laetitenhauses ein in dieser Zeit besonders großes (finanzielles) Opfer der Philister bedeuten würde. Jedoch wurde der Grundstückserwerb und Hausbau zielstrebig vorangetrieben.
1951 initiierte Laetitia einen Kommers aller im Rhein-Main-Neckar-Gebiet ansässigen KV-Korporationen in Heidelberg. Heute ist der Kommers als Heidelberger Schlosskommers bekannt und wird von allen KV-Verbindungen besucht. Die ersten beiden Male hatten auch jeweils Laetiten das Präsidium inne. 1956 erfolgte die Einweihung des neuen Hauses in der Kornblumenstraße, das auf den ehemaligen Tennisplätzen der benachbarten Burschenschaft Tuiskonia gebaut wurde.
1966 feierte man das 100. Stiftungsfest. Nach den dem Zeitgeist entsprechenden Schwierigkeiten in den ausklingenden 60er-Jahren und beginnenden 70er-Jahren erfreute sich Laetitia bis in die 90er Jahre wieder eines regen Zuspruchs. Im Sommersemester 1987 wurde auf der 85. Vertreterversammlung (= VV) des KV in Koblenz Laetitia zum Vorort gewählt. In den 90er-Jahren wurde das Verbindungshaus zahlreichen Renovierungen unterzogen.